# Entedon ulicis
Entedon ulicis is een vliesvleugelig insect uit de familie Eulophidae. De wetenschappelijke naam is voor het eerst geldig gepubliceerd in 1840 door Perris.